# Hermine von Anhalt-Bernburg-Schaumburg-Hoym

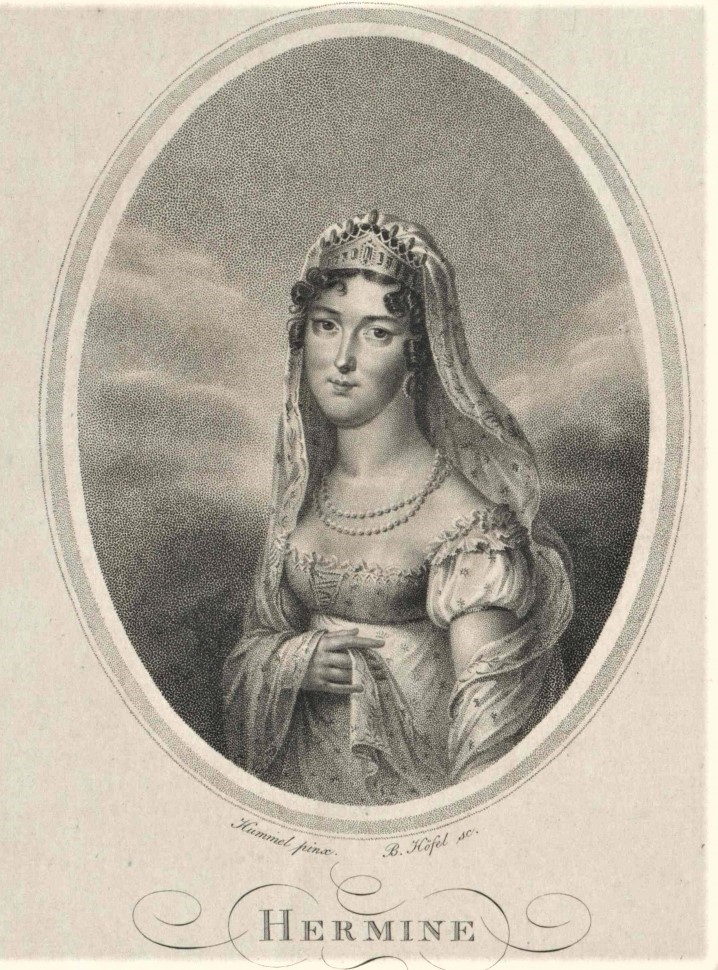
Hermine von Anhalt-Bernburg-Schaumburg-Hoym, spätere Erzherzogin von Österreich und Palatin von Ungarn; Stich von Blasius Höfel nach einer Zeichnung von Carl Hummel, um 1815

Prinzessin Hermine Amalie Marie von Anhalt-Bernburg-Schaumburg-Hoym (* 2. Dezember 1797 in Hoym, Fürstentum Anhalt-Bernburg-Hoym; † 14. September 1817 in Ofen, Königreich Ungarn) war durch Heirat Erzherzogin von Österreich und Palatinissa von Ungarn.

## Leben
Hermine war die älteste Tochter des Fürsten Victor II. von Anhalt-Bernburg-Schaumburg-Hoym (1767–1812) aus dem Hause der Askanier und dessen Gattin Prinzessin Amalie von Nassau-Weilburg (1776–1841). Sie wuchs zusammen mit ihren drei Schwestern in Hoym auf und bekam eine umfangreiche Erziehung.
Im Alter von 17 Jahren wurde sie mit dem 39-jährigen Erzherzog Joseph von Österreich (1776–1847), dem siebten Sohn des römisch-deutschen Kaisers Leopold II. und dessen Frau Infantin Maria Ludovica von Spanien, verheiratet. Die Heirat fand am 30. August 1815 auf Schloss Schaumburg statt.
Hermine war für ihre Wohltätigkeit bekannt. Sie, die der Reformierten Kirche Helvetischen Bekenntnisses angehörte, unterstützte tatkräftig ihre Glaubensgenossen im Königreich Ungarn. Für den Bau der Reformierten Kirche (am heutigen Kálvin-Platz) stiftete sie aus ihrem Privatvermögen 16 000 Gulden.
Erzherzogin Hermine starb an den Folgen der Zwillingsgeburt im Alter von 19 Jahren in Ofen und wurde in der Krypta der Reformierten Kirche am damaligen Heumarkt (heute Kálvin-Platz) zu Pest bestattet. Bei dem verheerenden Hochwasser von 1838, das weite Gebiete der Stadt Pest überflutete, wurde auch die Gruft der Kirche überschwemmt. Deshalb sah man sich genötigt, den Sarg mit ihren sterblichen Überresten in die Palatinusgruft auf der Ofener Burg zu überführen.

## Nachkommen
Aus der Ehe mit Palatin Joseph ging ein Zwillingspaar hervor:
- Hermine Amalie Marie (1817–1842), Äbtissin des Theresianischen Damenstiftes in Prag
- Stephan Franz Viktor (1817–1867), bis 1848 Palatin von Ungarn, ab 1848 Graf bzw. Fürst von Holzappel-Schaumburg